# Stanislav Denisov
Stanislav Dmitrievič Denisov (in russo Станислав Дмитриевич Денисов?; 23 dicembre 1993) è un taekwondoka russo.

## Palmarès
- Mondiali

Cheliábinsk 2015: argento nei 54 kg.
- Europei

Montreux 2016: bronzo nei 54 kg.